# دانشسرا (مجموعه تلویزیونی)
دانشسرا یک مجموعه تلویزیونی محصول سال ۱۳۸۰ به کارگردانی محمد عمرانی، نویسندگی و تهیه‌کنندگی می‌باشد که از برنامه «سیمای خانواده» شبکه یک پخش شد.

## بازیگران
- خسرو فرخزادی
- بیوک میرزایی
- حسنعلی محمدی
- حمید یزدانی
- سپیده پهلوان‌زاده
- سلمان خطی[۱]
- سلیمه قاسم‌تبار گنجی
- سیما محمدی
- عباس وفایی
- علی طالب‌لو
- علی‌مراد محمدی
- کیومرث ملک‌مطیعی[۲]
- مهدی کاشانیان
- میرصلاح حسینی
- ولی‌الله عمرانی